# Mindwarp (film)
Mindwarp (lansat în afara SUA ca:  Brain Slasher) este un film american  din 1992 regizat de Steve Barnett. Este creat în genurile științifico-fantastic postapocaliptic, de groază, thriller. Rolurile principale au fost interpretate de actorii Bruce Campbell, Angus Scrimm, Marta Martin (menționată ca "Marta Alicia"), Elizabeth Kent și Wendy Sandow. Scenariul este scris de John Brancato şi Michael Ferris. 
Filmul este notabil ca fiind unul din cele trei filme produse sub sigla Fangoria Films de către revista Fangoria.

## Prezentare
Povestea filmului are loc în anul 2037, după ce pierderea stratului de ozon a transformat cea mai mare parte a planetei într-un pustiu plin cu "Zone ale Morții" foarte radioactive, cu excepția câtorva zone care încă mai înfloresc.
O mare parte a populației umane a fost redusă la Crawlerele, locuitori subterani mutanți canibali care și-au pierdut inteligența și vorbesc doar cu mormăieli și caută prin gunoaie. Oamenii din lumea exterioară sunt oameni care nu au suferit mutații și care trăiesc în Zonele Morții. Câțiva oameni sunt Visătorii, care trăiesc în Inworld, o biosferă sigilată din Cer întreținută de computerul central Infinisynth. Ei își petrec tot timpul conectați prin implanturile de la ceafă, trăind prin fanteziile realității virtuale.
Eroina filmului, Judy, o visătoare, trăiește cu mama ei. Ea a devenit treptat nemulțumită de viața pe care o are. După o încercare nereușită de a vorbi direct cu mama ei, Judy reușește să pătrundă în realitatea virtuală a mamei sale pentru a o trezi. Judy îi întrerupe visul, dar mama ei moare în lumea reală.
Pentru că a interferat cu visele altor utilizatori, Judy este exilată din Inworld de misteriosul Operator de Sistem care controlează Infinisynth. Ea este salvată de Crawlere de către Stover, un om din lumea exterioară care credea că este ultima ființă umană "normală" care încă mai trăiește la suprafață, protejându-se de razele ultraviolete, de radioactivitatea, apa subterană otrăvită și de Crawlere, în timp ce el mănâncă mici animalele pe  care le prinde. Cei doi sunt capturați până la urmă de Crawlere și duși în satul lor subteran, unde Stover este pus să caute obiecte de valoare prin gunoi alături de alți sclavi. Judy este salvată de la a fi mâncată de către conducătorul Crawlerelor, mascatul Seer (Profetul). Acesta este inteligent și poate vorbi. Consoarta lui Seer, Cornelia, este tot o persoană care poate vorbi și este geloasă față de intențiile lui Seer în legătură cu Judy. Încercarea ei de a o infecta pe Judy cu un parazit mutant (ca o lipitoare) eșuează. Totuși,  sclava și fiica Corneliei, Claude, este zdrobită de un tocător de carne făcut din piesele găsite prin gunoi. Acesta este un ritual cvasi-religios la care participă Crawlerele, cu toții beau din sângele lui Claude. Seer se descoperă a fi un om din Inworlder ca și Judy.
Între timp, Stover folosește o lamă pe care o găsește în gunoi pentru a scăpa și o eliberează pe Judy, doar pentru a fi prinși din nou. El este aruncat într-o cușcă pe jumătate sub apă, unde este atacat de mai multe lipitori mutante. Seer  îi dezvăluie lui Judy că este tatăl ei, el îi explică acțiunile sale, susținând că a făcut tot ce era necesar pentru a supraviețui. El vrea ca Judy să-i calce pe urme. Inițial, ea este parțial de acord, dar se împotrivește definitiv atunci când se dezvăluie a doua parte a planului lui Seer: ca ei doi să dea naștere unei rase de copii sănătoși care să conducă Crawlerele pe viitor. Ea scapă și îl eliberează pe Stover, răzuindu-i paraziții cu o lamă ascuțită. Cei doi sunt capturați din nou, iar Seerul convoacă o altă ceremonie ca să-i pună în mașina de tocat carne. Dar Judy îl aruncă pe tatăl ei în mașină, iar Crawlerele o proclamă pe ea ca noul Seer. În acel moment, Stover, care pare că a înnebunit de la infecția cu lipitori, încearcă să o convingă să rămână și să accepte conducerea.
Judy scapă la suprafață, iar Stover o urmărește. Când se opresc și vorbesc, Stover (infectat de lipitori) vomită brusc larve de lipitori pe ea. Apoi, ea se trezește înapoi în Inworld și își dă seama că totul a fost o realitate simulată de Infinisynth. Ea se confruntă cu tatăl ei, care este în realitate Operatorul de Sistem al Infinisynth și care dorește să-i predea ei poziția. Judy se trezește din nou în camera ei veche, trăind alături de mama ei. La sfârșitul filmului apare întrebarea dacă Judy a primit cu adevărat funcția de Operator de Sistem  sau dacă a primit cu adevărat această ofertă sau dacă tot ce s-a întâmplat de fapt a fost doar o simulare creată de mintea ei subconștientă.

## Distribuție
- Bruce Campbell - Stover
- Angus Scrimm - the Seer
- Marta Martin - Judy
- Elizabeth Kent - Cornelia
- Wendy Sandow - Claude

## Producție
Filmul a avut un buget de 1 milion $. Mindwarp a fost filmat în ruinele miniere de cupru și zonele de nisip din Gay, Michigan.

## Lansare și primire
Filmul a fost lansat în 1992 de către Columbia TriStar Home Video.
Twilight Time a relansat Mindwarp pe Blu-ray la 8 octombrie 2013.